# Gachara-ye Chahardeh
Gachara-ye Chahardeh (em persa: گاچراچهارده, também romanizada como Gācharā-ye Chahārdeh; também conhecida como Gācharā e Kāchareh) é uma aldeia localizada no distrito rural de Chahardeh, no distrito central do condado de Astaneh-ye Ashrafiyeh, da província de Gilan, no Irã. No censo de 2006, sua população era de 675, em 226 famílias.